# Giải vô địch bóng đá nữ U-20 Nam Mỹ 2014
Giải vô địch bóng đá nữ U-20 Nam Mỹ 2014 diễn ra tại Uruguay từ 13 tháng 1 tới 31 tháng 1 năm 2014. Đội vô địch Brasil và á quân Paraguay lọt vào vòng chung kết Giải vô địch bóng đá nữ U-20 thế giới 2014.

## Vòng bảng
Hai đội đầu mỗi bảng lọt vào vòng đấu sau.
Giờ thi đấu là giờ địa phương (UST/UTC-2).

### Bảng A
| Đội       | Tr | T | H | B | BT | BB | HS  | Đ  |
| --------- | -- | - | - | - | -- | -- | --- | -- |
| Brasil    | 4  | 3 | 1 | 0 | 13 | 3  | +10 | 10 |
| Colombia  | 4  | 2 | 2 | 0 | 5  | 2  | +3  | 8  |
| Venezuela | 4  | 2 | 0 | 2 | 9  | 7  | +2  | 6  |
| Chile     | 4  | 0 | 2 | 2 | 2  | 6  | −4  | 2  |
| Uruguay   | 4  | 0 | 1 | 3 | 5  | 16 | −11 | 1  |

| Brasil                    | 2–0                         | Chile |
| ------------------------- | --------------------------- | ----- |
| Patricia 61' · Byanca 88' | Chi tiết (tiếng Bồ Đào Nha) |       |

| Colombia                                               | 3–2                          | Uruguay                                   |
| ------------------------------------------------------ | ---------------------------- | ----------------------------------------- |
| Manuela Gonzalez 10' · Leicy Santos 31' (ph.đ.), 90+1' | Chi tiết (tiếng Tây Ban Nha) | Gimena Lorenzo 47' · Ana Laura Millán 89' |

| Colombia                               | 2–0                          | Venezuela |
| -------------------------------------- | ---------------------------- | --------- |
| Marcela Restrepo 41' · Shelly Cuan 82' | Chi tiết (tiếng Tây Ban Nha) |           |

| Uruguay               | 1–8                          | Brasil |
| --------------------- | ---------------------------- | --- |
| Stephanie Lacoste 17' | Chi tiết (tiếng Tây Ban Nha) | Andressa 15' (ph.đ.) · Patrícia 30', 65', 79' · Djenifer Becker 35' · Ludmila 81' · Cassia 85' · Natália 90' |

| Colombia | 0–0                          | Chile |
| -------- | ---------------------------- | ----- |
|          | Chi tiết (tiếng Tây Ban Nha) |       |

| Uruguay           | 1–4                          | Venezuela                                                                          |
| ----------------- | ---------------------------- | ---------------------------------------------------------------------------------- |
| Gimena Lorenzo 6' | Chi tiết (tiếng Tây Ban Nha) | María Peraza 45' · Idalys Pérez 51' · Paola Villamizar 59' · Marialba Zambrano 81' |

| Brasil | 0–0                          | Colombia |
| ------ | ---------------------------- | -------- |
|        | Chi tiết (tiếng Tây Ban Nha) |          |

| Chile                   | 1–3                          | Venezuela                                                          |
| ----------------------- | ---------------------------- | ------------------------------------------------------------------ |
| Javiera Roa 73' (ph.đ.) | Chi tiết (tiếng Tây Ban Nha) | Marialba Zambrano 7' · Michelle Romero 9' · Paola Villamizar 90+2' |

| Brasil                                           | 3–2                          | Venezuela                                 |
| ------------------------------------------------ | ---------------------------- | ----------------------------------------- |
| Gabriela 5' · Andressa 22' · Djenifer Becker 26' | Chi tiết (tiếng Tây Ban Nha) | Nágela 32' (l.n.) · María Rodríguez 90+2' |

| Uruguay               | 1–1                          | Chile              |
| --------------------- | ---------------------------- | ------------------ |
| Alaídes Bonilla 90+2' | Chi tiết (tiếng Tây Ban Nha) | Fernanda Araya 46' |

### Bảng B
| Đội       | Tr | T | H | B | BT | BB | HS  | Đ  |
| --------- | -- | - | - | - | -- | -- | --- | -- |
| Paraguay  | 4  | 3 | 1 | 0 | 9  | 1  | +8  | 10 |
| Bolivia   | 4  | 3 | 0 | 1 | 4  | 5  | −1  | 9  |
| Ecuador   | 4  | 2 | 0 | 2 | 6  | 5  | +1  | 6  |
| Argentina | 4  | 1 | 1 | 2 | 5  | 3  | +2  | 4  |
| Perú      | 4  | 0 | 0 | 4 | 3  | 13 | −10 | 0  |

| Ecuador          | 1–0                          | Argentina |
| ---------------- | ---------------------------- | --------- |
| Ambar Torres 17' | Chi tiết (tiếng Tây Ban Nha) |           |

| Paraguay                                            | 2–0                          | Perú |
| --------------------------------------------------- | ---------------------------- | ---- |
| Yennifer Alvarez 22' · Fanny Paola Godoy Duarte 78' | Chi tiết (tiếng Tây Ban Nha) |      |

| Ecuador | 0–1                          | Bolivia             |
| ------- | ---------------------------- | ------------------- |
|         | Chi tiết (tiếng Tây Ban Nha) | Ana Paula Rojas 23' |

| Argentina | 0–0                          | Paraguay |
| --------- | ---------------------------- | -------- |
|           | Chi tiết (tiếng Tây Ban Nha) |          |

| Ecuador                                                    | 4–1                          | Perú                        |
| ---------------------------------------------------------- | ---------------------------- | --------------------------- |
| Adriana Barre 54' · Kelly Vera 58', 77' · Ambar Torres 66' | Chi tiết (tiếng Tây Ban Nha) | Scarleth Flores 87' (ph.đ.) |

| Argentina | 0–1                          | Bolivia       |
| --------- | ---------------------------- | ------------- |
|           | Chi tiết (tiếng Tây Ban Nha) | Ana Rojas 73' |

| Paraguay                                | 3–1                          | Ecuador          |
| --------------------------------------- | ---------------------------- | ---------------- |
| Mirta Pico 5' · Jesica Martínez 9', 36' | Chi tiết (tiếng Tây Ban Nha) | Ambar Torres 88' |

| Perú                | 1–2                          | Bolivia                               |
| ------------------- | ---------------------------- | ------------------------------------- |
| Alejandra Ramos 82' | Chi tiết (tiếng Tây Ban Nha) | Danny Pedraza 28' · Marcela Ortiz 45' |

| Argentina                                                                                  | 5–1 | Perú                |
| ------------------------------------------------------------------------------------------ | --- | ------------------- |
| Erika Micaela Cabrera 7', 44', 78' · Cinthia Cecilia López 48' · Luana Florencia Muñoz 80' |     | Nahomí Martínez 79' |

| Paraguay                                                                               | 4–0 | Bolivia |
| -------------------------------------------------------------------------------------- | --- | ------- |
| Jessica Martínez 1' · Silvana Romero 56' · Tania Espínola 61' · Fabiola Delvalle 90+1' |     |         |

## Vòng chung kết
| Đội      | Tr | T | H | B | BT | BB | HS  | Đ |
| -------- | -- | - | - | - | -- | -- | --- | - |
| Brasil   | 3  | 3 | 0 | 0 | 11 | 0  | +11 | 9 |
| Paraguay | 3  | 2 | 0 | 1 | 6  | 2  | +4  | 6 |
| Colombia | 3  | 1 | 0 | 2 | 4  | 7  | −3  | 3 |
| Bolivia  | 3  | 0 | 0 | 3 | 0  | 12 | −12 | 0 |

| Paraguay          | 1–0                          | Colombia |
| ----------------- | ---------------------------- | -------- |
| Lorena Alonso 20' | Chi tiết (tiếng Tây Ban Nha) |          |

| Brasil                                   | 3–0                          | Bolivia |
| ---------------------------------------- | ---------------------------- | ------- |
| Andressa 29' · Liudmila 81' · Byanca 87' | Chi tiết (tiếng Tây Ban Nha) |         |

| Colombia | 0–6                          | Brasil                                                                                     |
| -------- | ---------------------------- | ------------------------------------------------------------------------------------------ |
|          | Chi tiết (tiếng Tây Ban Nha) | Gabriela 11' · Patricia 16' · Andressa 61', 83' (ph.đ.) · Djenifer Becker 77' · Byanca 87' |

| Bolivia | 0–5                  | Paraguay                                                               |
| ------- | -------------------- | ---------------------------------------------------------------------- |
|         | Chi tiết (tiếng Anh) | Jessica Martínez 11' · Marta Pico 32', 53' · Yennifer Álvarez 35', 44' |

| Colombia                                                             | 4–0                          | Bolivia |
| -------------------------------------------------------------------- | ---------------------------- | ------- |
| Marcela Restrepo 24', 70' · Jessica Peña 50' · Carolina Arbelaez 53' | Chi tiết (tiếng Tây Ban Nha) |         |

| Brasil                     | 2–0                          | Paraguay |
| -------------------------- | ---------------------------- | -------- |
| Andressa 35' · Ludmila 48' | Chi tiết (tiếng Tây Ban Nha) |          |